# Pieter Schim
Pieter Schim (Maassluis, 17 januari 1672 - aldaar, 17 juli 1737) was een Nederlandse dichter en de vader van de dichters Hendrik en Jacob Schim. 
Hij publiceerde zijn eerste werken toen hij al 52 was en het is mogelijk dat Hendrik Schim zijn vader heeft beïnvloed tot het publiceren van zijn gedichten, want Hendriks eerste gedicht werd gepubliceerd in 1722. Een later gedicht van zijn zoon Hendrik Schim geeft de indruk van een oudere man die zich in zijn hof terugtrekt om in stilte poezie en wetenschap te beoefenen. 
Hij werd beïnvloed door Arnold Hoogvliet  en Hubert Kornelisz Poot.  Zijn werken zijn een ode aan H.K. Poot genaamd de zangberg in rou uit 1725 , een ode aan Abraham, den Aartsvader van Arnold Hoogvliet in 1728  een ode Op het Maassluische Orgel, samen met zijn twee zoons in 1734. De schenker van dit orgel was de reder Govert van Wijn, een neef van zijn zoon Hendrik.   Verder een ode aan De Moriaan genaamd De herbergzaemheit gekroont uit 1737. 